# Rock Hard
Rock Hard ist ein monatlich erscheinendes Musikmagazin mit Sitz in Dortmund. Seit September 1983 sind über 400 Ausgaben erschienen (Stand 2020). Gründer und Herausgeber ist Holger Stratmann. Es widmet sich allen Stilarten des Rock und Metal. Im Heft enthalten sind Besprechungen von aktuellen Veröffentlichungen, Konzertberichte, Interviews und andere Rubriken. Zum Rock Hard gehören mittlerweile gleichnamige, unabhängige Ableger in Brasilien, Frankreich, Griechenland, Italien und Spanien. Chefredakteur des Magazins war Götz Kühnemund, der letztmals für die Ausgabe Februar 2014 verantwortlich zeichnete. Seit Februar 2014 bilden mit Boris Kaiser und Michael Rensen langjährige Mitarbeiter eine Doppelspitze in der Chefredaktion. Unterstützt werden sie von Herausgeber Holger Stratmann (seitdem v.i.S.d.P.) und Thomas Kupfer (Koordination). Laut Verlag werden die Themen im „Teamwork“ erarbeitet.
Das Magazin erschien früher zweimonatlich und stellte im Jahr 1989 auf einen monatlichen Rhythmus um.

## Name
Der Name stammt von einem Lied des Albums The Rods (1981) der US-amerikanischen Band The Rods. Ebenso ist es die Umkehrung der Genre-Bezeichnung Hard Rock. Die Gründer sahen in Rock Hard gegenüber anderen evaluierten Namen, wie z. B. Paranoid (wie das gleichnamige und damals aktuelle Lied von Black Sabbath), den Vorteil der Zeitlosigkeit, obwohl zeitweise behauptet wird, der Name stamme von einem Vibrator namens Rock Hard einer britischen Firma für Sexspielzeuge.
In der Ausgabe 278 (Juli 2010) wird allerdings angegeben, der Name leite sich von einem Song der NWoBHM-Band Raven ab.

## Geschichte

### 1983 bis 1984

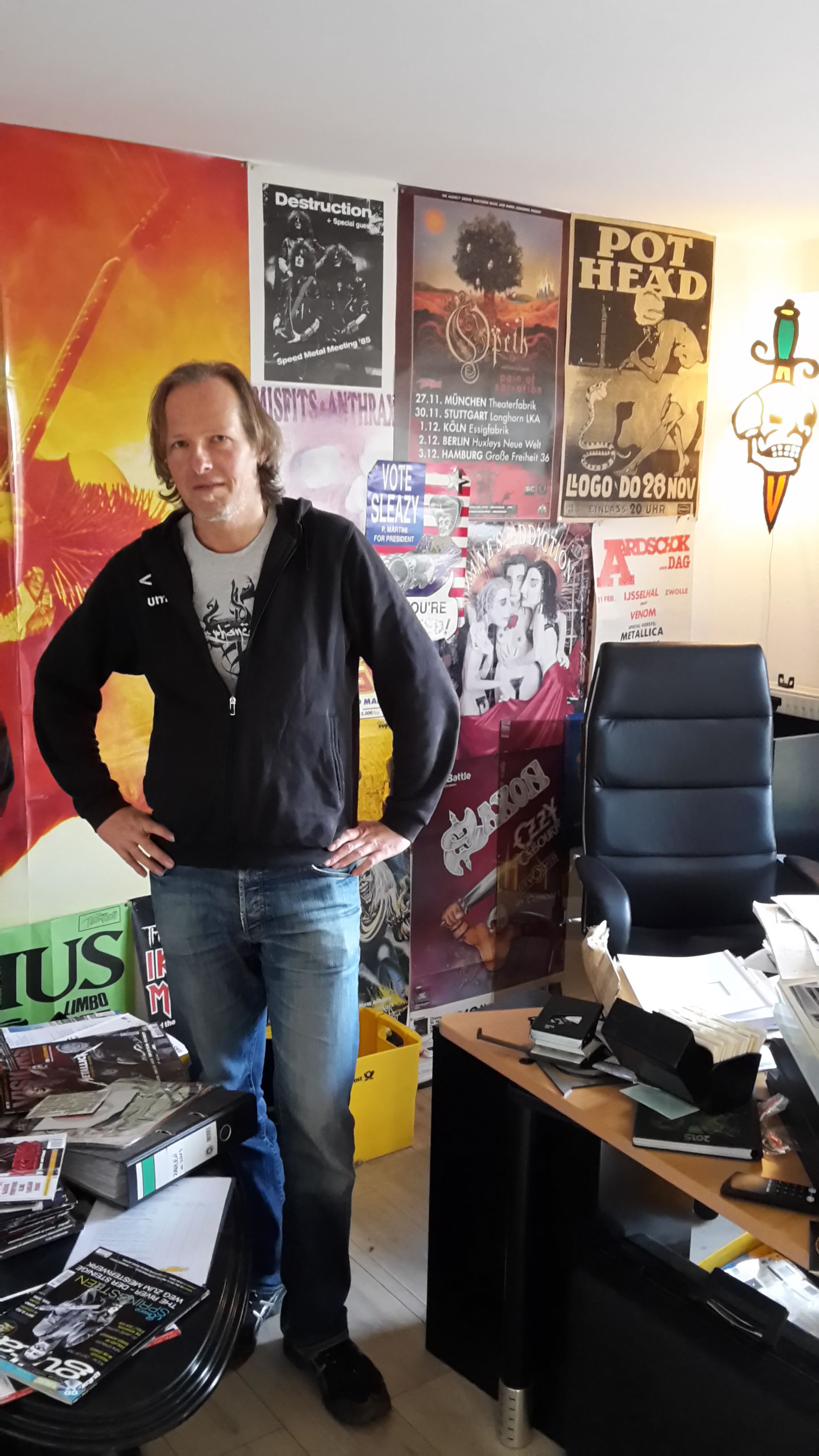
Herausgeber Holger Stratmann (2016)

Uwe Lerch und der heutige Herausgeber Holger Stratmann beschlossen im Jahr 1983, ein deutsches Magazin für Heavy Metal nach dem niederländischen Vorbild Aardschok herauszugeben. Über die Kleinanzeigen eines auf Deutsch übersetzten Aardschok-Magazins lernten die beiden Schulfreunde Stratmann und Lerch bereits damals den späteren Chefredakteur von Rock Hard, Götz Kühnemund, kennen. Er gab damals noch ein eigenes Magazin mit Namen Metal Maniacs heraus.
Während der Metal Hammer als Kiosk-Magazin mit einer Auflage von 50.000 Exemplaren – von denen sich die ersten 25.000 sofort verkauften – startete, begann Rock Hard als Untergrund-Fanzine. Die ersten drei Rock-Hard-Magazine (Nr. 1 bis Nr. 3) umfassten ca. zwanzig Seiten und wurden in einer Auflage von ungefähr 110 Exemplaren für einen Preis von 3,00 DM in Plattenläden der Umgebung von Dortmund ausgelegt. Sie wurden nicht gedruckt, sondern fotokopiert.
Das erste Magazin beinhaltete ein Japan-Special, Konzertberichte über die Bands Bullet und Accept, eine Black-Sabbath-Story, den Text zum Lied Victim of Changes von Judas Priest, die Vorstellung des damaligen Newcomers Savage und diverse Plattenkritiken. Die Platte des Monats wurde Kill ’Em All von Metallica. Ein Nachdruck der ersten Ausgabe wurde anlässlich des Jubiläums der Ausgabe 200 (Dezember 2003) beigelegt.
Nummer zwei beinhaltete einen Bericht über das Festival Monsters of Rock sowie Berichte über die Bands Scorpions, Saxon, Viva und Demon Eyes, Songtexte von Iron Maiden und ein Special zum Newcastler Musiklabel Neat Records. Das Album des Monats wurde Guilty as Charged von Culprit. Ein Nachdruck dieser Ausgabe war in Ausgabe 203 (März 2004) enthalten.
Die dritte Ausgabe wurde mit einem Metal-Blade-Records-Special von Uwe Lerch über die gesamte damalige Diskografie ausgestattet. Die noch heute gültige Notengebung zur Albumsbewertung wurde definiert.
Da das Magazin Metal Maniacs des späteren Rock-Hard-Chefredakteurs Götz Kühnemund zum ersten Mal gedruckt wurde, entschied die damalige Redaktion, Nr. 4 von Rock Hard ebenfalls drucken zu lassen. Seit dieser Ausgabe erscheint Rock Hard als gedrucktes Magazin. Da beide Magazine in denselben Läden auslagen und die gleiche Auflage hatten, arbeiteten Stratmann und Kühnemund ab Mitte 1984 zusammen.
Die fünfte Rock-Hard-Ausgabe trägt das heutige noch gebräuchliche Logo des Grafikers Joe Däweritz der Kleindruckerei Vario. Ebenso wurde es erstmals auf Hochglanzpapier gedruckt. Berichte gab es über Venom, Savage und Metallica und Specials über die Metal-Szene in Deutschland und über Shrapnel Records.
Seit der sechsten Ausgabe (1. Juni 1984) schlossen sich das Magazin Metal Maniacs und Rock Hard zu einem gemeinsamen Medium zusammen. Seit dieser Ausgabe wurde das Rock-Hard-Magazin im US-Underground bekannt und zur Anlaufstelle für junge Bands.

### 1984 bis 1987
In den nächsten Ausgaben gab es schrittweise Erweiterungen. So wurden z. B. Rubriken eingeführt und das Heft wurde professioneller gestaltet und in einer größeren Druckerei gefertigt. Ebenso wurden Poster beigelegt. Heft Nr. 16 wurde bereits in einer Auflage von 3.500 Exemplaren gedruckt. Ende 1985 erschien die erste Compilation-LP bei Roadrunner Records mit dem Titel Teutonic Invasion. Diese hatte aber keinen großen Erfolg. Rock Hard Nr. 19 hatte das erste A2-Poster von Destruction beigelegt. Ebenso verbesserte sich damals der Anzeigenmarkt von neuen Labels wie Roadrunner, Steamhammer oder Noise Records. Durch die bessere Zusammenarbeit mit den Labels kam die Redaktion auch einfacher an Infos, Platten und Interviews heran.
In dieser Zeit (Heft 19) änderte sich die Redaktion: Gründungsmitglied Uwe Lerch verließ das Magazin und wurde Promoter bei Roadrunner. Götz Kühnemund nahm eine Stelle beim Metal Hammer an und Holger Stratmann begann ein Studium und verdiente zusätzlich Geld, indem er für den Musikexpress-Ableger Crash schrieb. Dafür kamen die neuen Redaktionsmitglieder Wolfgang Schäfer und Thomas Kupfer. Wegen der vielen Nebenbeschäftigungen der Redaktionsmitglieder konnte sich Rock Hard nicht weiterentwickeln und es wurde deshalb eine professionelle Vertriebsfirma gesucht, damit die Bekanntheit über den Underground herauswachsen konnte. Ebenso wollte Stratmann sich wieder vermehrt Rock Hard widmen, da sich durch den Zusammenschluss von Metal Hammer und Crash ohne Rock Hard eine Monopolstellung ergeben hätte. Heft Nr. 24 (Dezember 1987) wurde bei Inland Presse Vertrieb mit einer Auflage von 10.000 Exemplaren produziert und in Bahnhofskiosken und Plattenläden verkauft.

### 1988 bis 1989
Mit Heft Nr. 25 wurden auch die restlichen Kioske beliefert. Rock Hard erhielt eine größere Leserschaft und konnte die Auflage dadurch bis Ende 1988 verdreifachen. Ebenso lief der T-Shirt-Verkauf gut. Seit dieser Zeit gibt es ca. alljährlich ein neues Shirt. Ein solches T-Shirt erscheint im Video der Beastie Boys von Fight for Your Right (to Party).
Der Schweizer Chris Leibundgut wurde zum Los-Angeles-Korrespondenten und konnte so die Newsseite des Heftes beliefern.
1989 kam Götz Kühnemund zurück in die Rock-Hard-Redaktion. Mit ihm wurde auch Frank Albrecht eingestellt. Ende der 1980er mietete die Redaktion ihr erstes eigenes Büro in Dortmund an.

### 1990 bis 2000
1991 nahmen zwei Redakteure erstmals an einer Musikmesse außerhalb von Europa teil. Frank Albrecht und Götz Kühnemund besuchten das „Foundations Forum“ in Los Angeles. Das Magazin öffnete sich neuen Musikstilen wie Grunge oder Crossover, und schließlich landete neben Slayer der Rapper Ice-T auf dem Cover von Heft 80. Nach den fremdenfeindlichen Geschehnissen in Rostock und Solingen und den folgenden Anschuldigungen auch gegen die Heavy-Metal-Szene wurde das Heft politischer. Nach einer Auseinandersetzung mit Peter Steele von Type O Negative, der mehrfach das Wort „Untermensch“ gebraucht hatte und nachdem die Konzerte der Band von linksgerichteten Gruppierungen behindert worden waren, folgte eine schriftliche Entschuldigung Steeles in Rock Hard. Aufgrund negativer Berichterstattung der Medien, die Rechtsrock-Bands in einem Atemzug mit dem Großteil der unpolitischen Metal-Bands nannten, unterstützte das Magazin die von mehreren Independent-Labels initiierte Aktion „Sieg Heil – ohne uns!“.
Für viele Kontroversen sorgte die offene Sympathie des Magazins für die Frankfurter Band Böhse Onkelz, als sich diese 1991 endgültig und ausdrücklich vom rechtsextremen Lager lossagte. Überschattet waren die 1990er durch die Berichterstattung über Morde in der Metal-Szene: 1993 wurde ein Metal-Fan in Hoyerswerda von Skinheads zu Tode geprügelt, im gleichen Jahr ermordeten die damaligen Mitglieder der (damals noch nicht rechtsextremen) Band Absurd einen Mitschüler in Sondershausen.
Aufgrund der zahlreichen Anfeindungen aus dem christlich-konservativen Lager, besonders durch die saarländische Lehrerin Christa Jenal, sah sich das Magazin ab Mitte der 1990er Jahre zu verschiedenen Maßnahmen der Selbstzensur gezwungen. Verschiedene Cover und Anzeigen, die nach Auffassung der Redaktion menschenverachtenden oder gewaltverherrlichenden Charakter hatten, wurden nicht mehr abgedruckt, eine Titelstory mit Slayer wurde gestrichen, nachdem Slayer-Sänger und -Bassist Tom Araya sich zum chilenischen Diktator Augusto Pinochet geäußert hatte.
Auch inhaltlich veränderte sich das Magazin. Mitte der 1990er auf über 170 Seiten angewachsen, gab es Kolumnen zu verschiedenen Genres des Heavy Metals, die Redaktion legte mehr Wert auf Marketing und es erschien mit Gods of Grind die ersten CDs als Heftbeilage. Ab 1996 folgten regelmäßig die sog. „Dynamit-CDs“, auf denen Hörproben derjenigen Bands enthalten waren, die es in den Plattenkritiken des Magazins auf die 10 vorderen Plätze geschafft hatten. 1991 erschien das erste Rock-Hard-Video, zu diesem Zweck wurde eine eigene Produktionsfirma namens Rock Visions GmbH gegründet. Doch nach nur etwas mehr als 10 Ausgaben wurde das Projekt eingestellt.
Im Jahr 1996 brachte die Rock-Hard-Redaktion das Buch Rock Hard Enzyklopädie heraus, das Wissenswertes über zahlreiche interessante Rock- und Metal-Bands enthält.
Im Jahr 1997 wurde unter Leitung von Hansi Daberger die Webseite www.rockhard.de gestartet. Ebenso erschien der erste Sampler aus der Reihe Unerhört! Die besten Bands ohne Deal in einer Auflage von 100.000 Stück.

### Ab 2001
Mit der französischen Ausgabe kam im Sommer 2001 der erste internationale Ableger des Magazins heraus. Anlässlich des 20-jährigen Jubiläums des Magazines wurde 2003 das Rock Hard Festival veranstaltet. Ursprünglich sollte dieses nur ein einziges Mal stattfinden, wurde aber aufgrund des großen Erfolges wiederholt und findet seit 2004 jährlich statt. Die 250. Ausgabe des Rock-Hard-Magazins erschien im März 2008 als Jubiläumsaktion im DIN-A3-Format. Diese Aktion wurde mit der 300. Ausgabe wiederholt, diese erschien im April 2012 ebenfalls im DIN-A3-Format.
Eine bisher weltweit einmalige Aktion stellt mit Terror Prevails – Live at Rock Hard Festival der deutschen Thrash-Metal-Band Kreator die Beigabe einer Live-CD zu einem Musikmagazin dar. Das Album lag der Rock-Hard-Ausgabe vom Dezember 2010 bei und wurde ein knappes halbes Jahr vorher auf dem Rock Hard Festival 2010 aufgenommen. Es erschien anderweitig nicht im Handel und war daher nur über das Magazin zu erwerben. Im Mai 2012 lag der zweite Teil des Konzerts als CD dem Heft bei.
Am 8. Januar 2014 gab das Magazin bekannt, dass Chefredakteur Götz Kühnemund die Redaktion verlässt. Die Trennung erfolge „einvernehmlich und freundschaftlich“, weil „die Vorstellungen bezüglich der Zukunft von Rock Hard […] zu weit auseinander“ lägen. Statt Kühnemund werde Herausgeber Holger Stratmann gemeinsam mit Boris Kaiser und Michael Rensen für die Inhalte verantwortlich sein. Ebenfalls wurde angekündigt, dass Frank Albrecht und Andreas Himmelstein die Redaktion verlassen werden. Der Trennung von den beiden Redakteuren erfolgte laut Herausgeber Holger Stratmann aus „rein wirtschaftlichen Gründen“. Im Onlineforum des Rock Hard sowie über Facebook gaben neben den drei Genannten weitere Mitarbeiter bekannt, die Redaktion zu verlassen. Götz Kühnemund gründete ein neues Magazin namens Deaf Forever, an dem Albrecht, Himmelstein und weitere ehemalige Rock-Hard-Redakteure beteiligt sind.

## Auflagenstatistik
| Anzahl der monatlich verkauften Exemplare | Anzahl der monatlich verkauften Exemplare | Anzahl der monatlich verkauften Exemplare | Anzahl der monatlich verkauften Exemplare | Anzahl der monatlich verkauften Exemplare |
| ----------------------------------------- | ----------------------------------------- | ----------------------------------------- | ----------------------------------------- | ----------------------------------------- |
| Jahr                                      |                                           |                                           | Verkäufe a                                |                                           |
| 1998                                      | 1998                                      |                                           | 54.605                                    | 54.605                                    |
| 1999                                      | 1999                                      |                                           | 54.605                                    | 54.605                                    |
| 2000                                      | 2000                                      |                                           | 47.384                                    | 47.384                                    |
| 2001                                      | 2001                                      |                                           | 44.582                                    | 44.582                                    |
| 2002                                      | 2002                                      |                                           | 40.548                                    | 40.548                                    |
| 2003                                      | 2003                                      |                                           | 37.740                                    | 37.740                                    |
| 2004                                      | 2004                                      |                                           | 37.440                                    | 37.440                                    |
| 2005                                      | 2005                                      |                                           | 37.431                                    | 37.431                                    |
| 2006                                      | 2006                                      |                                           | 38.167                                    | 38.167                                    |
| 2007                                      | 2007                                      |                                           | 37.357                                    | 37.357                                    |
| 2008                                      | 2008                                      |                                           | 36.849                                    | 36.849                                    |
| 2009                                      | 2009                                      |                                           | 31.122                                    | 31.122                                    |
| 2010                                      | 2010                                      |                                           | 31.009                                    | 31.009                                    |
| 2011                                      | 2011                                      |                                           | 29.511                                    | 29.511                                    |
| 2012                                      | 2012                                      |                                           | 27.680                                    | 27.680                                    |
| 2013                                      | 2013                                      |                                           | 24.661                                    | 24.661                                    |
| Quelle: IVW                               |                                           |                                           |                                           |                                           |

| Anzahl der monatlich verkauften Abonnements | Anzahl der monatlich verkauften Abonnements | Anzahl der monatlich verkauften Abonnements | Anzahl der monatlich verkauften Abonnements | Anzahl der monatlich verkauften Abonnements |
| ------------------------------------------- | ------------------------------------------- | ------------------------------------------- | ------------------------------------------- | ------------------------------------------- |
| Jahr                                        |                                             |                                             | Abos a                                      |                                             |
| 1998                                        | 1998                                        |                                             | 4.252                                       | 4.252                                       |
| 1999                                        | 1999                                        |                                             | 5.065                                       | 5.065                                       |
| 2000                                        | 2000                                        |                                             | 6.581                                       | 6.581                                       |
| 2001                                        | 2001                                        |                                             | 7.454                                       | 7.454                                       |
| 2002                                        | 2002                                        |                                             | 7.035                                       | 7.035                                       |
| 2003                                        | 2003                                        |                                             | 6.491                                       | 6.491                                       |
| 2004                                        | 2004                                        |                                             | 6.261                                       | 6.261                                       |
| 2005                                        | 2005                                        |                                             | 5.994                                       | 5.994                                       |
| 2006                                        | 2006                                        |                                             | 6.338                                       | 6.338                                       |
| 2007                                        | 2007                                        |                                             | 6.978                                       | 6.978                                       |
| 2008                                        | 2008                                        |                                             | 7.405                                       | 7.405                                       |
| 2009                                        | 2009                                        |                                             | 7.569                                       | 7.569                                       |
| 2010                                        | 2010                                        |                                             | 7.626                                       | 7.626                                       |
| 2011                                        | 2011                                        |                                             | 7.727                                       | 7.727                                       |
| 2012                                        | 2012                                        |                                             | 7.793                                       | 7.793                                       |
| 2013                                        | 2013                                        |                                             | 7.575                                       | 7.575                                       |
| Quelle: IVW                                 |                                             |                                             |                                             |                                             |

## Internationale Editionen

### Frankreich
In Frankreich erscheint seit Juni 2001 ein französisches Rock-Hard-Magazin, das von Grands Malades Editions SARL verlegt wird. Es wird von den Fotografen und Journalisten Marc Villalonga und Philippe Lageat geschrieben, die schon Erfahrung in anderen Zeitschriften sammeln konnten. Zur Redaktion gehören zusätzlich die Journalisten Stéphane Auzilleau, Bruno Bages, Benji, Sandrine Kowalik, Isabelle Le Maguet, Bertrand Pourcheron und Morgan Rivalin.
Das Magazin hat dieselben Rubriken wie die deutsche Ausgabe und inzwischen auch eigene Rubriken wie œil de verre (übersetzt: Glasauge), de l’art et du cochon (übersetzt: Kunst und Schwein oder von der Kunst und vom Schwein; eine Rubrik, die näher auf eine Platte eingeht, die von der Redaktion als besonders gelungen oder besonders schlecht beurteilt wurde) und métalthèque idéale (übersetzt: die ideale Metaltheke; eine Rubrik, die pro Genre die besten Alben vorstellt).
Die Redaktion bezeichnet sich zu 100 % unabhängig. Im Gegensatz zu vielen ähnlichen Magazinen in Frankreich können sie sich vollständig durch Anzeigen und Verkauf finanzieren.
Das französischsprachige Rock Hard wird in Frankreich, Belgien, der Schweiz, in Luxemburg und in Kanada verkauft.

### Spanien
Durch den Konkurs des Verlagshauses von Rocksound hat die gesamte Redaktion beschlossen, eigenständig das monatliche Magazin Rockzone herauszugeben. Die spanische Version von Rock Hard wird von einem Teil dieser Redaktion herausgebracht. Das spanische Heft widmet sich gleichermaßen internationalen wie auch spanischen Künstlern.

### Brasilien/Portugal
Das Magazin existiert in Brasilien seit 2006. Es ist das Ergebnis einer Fusion des Magazins Valhalla, welches vor zehn Jahren gegründet wurde. Es werden sehr viele Artikel aus der deutschen Edition übersetzt und nur wenige selbst geschrieben. Die brasilianische Ausgabe ist das Metal-Magazin mit der größten Auflage in Südamerika. Es wird auch in Portugal vertrieben.

### Italien
Rock Hard wird in Italien von den diplomierten Ökonomen und Metalfans Luca Barigione und Marco Ardemagni herausgegeben. Das italienische Magazin wurde seit seiner Entstehung immer wichtiger und einflussreicher und schließlich zu einem wichtigen Sponsor des Festivals Gods of Metal im Jahr 2006. Die italienische Version wird in Italien und Österreich vertrieben.

### Griechenland
In Griechenland erscheint eine Ausgabe seit Dezember 2005. Die Initiatoren sind Sakis Fragos und Dimitris Seirinakis. Diese Edition ist eine sehr eigenständige Ausgabe mit eigenen Rubriken wie remember tomorrow (Vergleich von älteren und aktuellen Bandfotos), horoscope metal (eine humoristisch gemeinte Rubrik) und blast from the past (chronologische Betrachtung verschiedener Alben einer Band, die mindestens zehn Jahre alt sind). Die griechische Ausgabe wird in Griechenland und der Republik Zypern vertrieben.

## Diverses
- Seit 1990 veranstaltet Rock Hard ein eigenes Musikfestival, das Rock Hard Festival, das am 2. Juni 1990 in Lichtenfels erstmals und vom 7. bis 8. Juni 2003 in Gelsenkirchen erstmals in der heutigen regelmäßigen Form stattfand.
- Seit 1993 betreiben einige Mitarbeiter von Rock Hard eine eigene Rockband namens Randalica, die als Parodie auf die Musikszene zu verstehen ist.
- Rock-Hard-Autor Jens Peters ist Sänger der Heavy-Metal-Band Neck Cemetery, die von den Lesern des Magazins zum „Newcomer 2020“ gewählt wurde.